# Diário do Grande ABC
O Diário do Grande ABC é um jornal regional do Brasil. É o principal periódico do Grande ABC, em São Paulo. A empresa está localizada no centro de Santo André. Foi fundado em 1968 pelos sócios Edson Danillo Dotto, Maury de Campos Dotto, Angelo Puga e Fausto Polesi. Antigamente era o "News Seller". De acordo com a Associação Paulista de Jornais, o Diário do Grande ABC é o maior jornal regional do Brasil.

## Distribuição
O Diário do Grande ABC é comumente distribuído na região homônima da Grande São Paulo, nas cidades de Santo André, São Bernardo do Campo, Mauá, Diadema, São Caetano do Sul, Ribeirão Pires e Rio Grande da Serra, tendo sua primeira distribuição ocorrida em 9 de maio de 1968.
O jornal também possui um website contendo os conteúdos que são veiculados nos jornais impressos, possibilitando uma cobertura nacional dos acontecimentos da região.

## Seções
| Seções        | Notas                                                                           |
| ------------- | ------------------------------------------------------------------------------- |
| Setecidades   | Seção direcionada à assuntos relacionados à região do grande ABC de modo geral. |
| Economia      |                                                                                 |
| Política      |                                                                                 |
| Esportes      |                                                                                 |
| Nacional      |                                                                                 |
| Cultura&Lazer |                                                                                 |
| Colunas       |                                                                                 |
| Internacional |                                                                                 |
| Diarinho      | Seção direcionada ao público infantil.                                          |
| Social        |                                                                                 |
| Turismo       |                                                                                 |
| Tecnologia    |                                                                                 |
| Automóveis    |                                                                                 |

## Controvérsias
Em 1º de abril de 2016, o Diário do Grande ABC foi alvo de busca e apreensão da 27ª fase da Operação Lava Jato, batizada de Carbono 14. Os integrantes da força-tarefa da Lava Jato consideram que o empresário Ronan Maria Pinto, dono do jornal, foi o destinatário final de pelo menos metade dos R$ 12 milhões relacionados ao contrato de mútuo do Banco Schahin, supostamente utilizado para quitar dívidas do PT.